# Мокен (река)
Мокен (в верховьях — Средний Мокен) — река в Хабаровском крае России. Протекает по территории Нанайского района. Длина реки — 21 км. Начинается в гористой, поросшей елово-берёзовым лесом, местности. Течёт в общем западном направлении. В низовьях правый берег заболочен, левый — залесен. Впадает в реку Мухен справа на расстоянии 58 км от её устья.
Основные притоки — Еловый, Правый Мокен, Средний (правые), Левый Мокен (левый).
- Код водного объекта — 20030900112118100069813[3]